# Aktivistenbund 1919
Der Aktivistenbund 1919 war eine im Frühjahr 1919 gegründete Künstlergruppe in Düsseldorf, die mit dem Anarchosyndikalismus und dem Anarchopazifismus von Gustav Landauer sympathisierte.

## Geschichte
Der Aktivistenbund 1919 wurde im Frühjahr 1919 in Düsseldorf unter dem Eindruck des Ersten Weltkriegs und der Novemberrevolution unter maßgeblicher Beteiligung des Fotografen Erwin Quedenfeldt gegründet. Es war eine Gruppe von gesellschaftskritisch eingestellten, linksgerichteten Malern, Schauspielern, Journalisten und Schauspielern, die in seinem repräsentativen Haus in der Rosenstraße 28 verkehrten – unter ihnen Gert Wollheim, Otto Pankok, Jankel Adler, Gerd Arntz und Walter von Wecus, Adolf de Haer, Heinrich Kamps, Hans Rilke, Lisa Hartlieb, Peter Ludwigs, Hermann Hundt und Egon Wilden. Die Gruppe hatte in Quedenfeldts Haus ihre Adresse. Gegründet wurde sie allerdings im „Graphischen Kabinett von Bergh & Co.“, kurz „Graphinett“ genannt, einem Ausstellungslokal in der Blumenstraße 11, dessen Besitzer der Arzt und Kunstsammler Hans Koch und dessen Ehefrau Martha waren.
Der Aktivistenbund 1919 gab sich folgende Leitsätze:

„(1) Der Aktivistenbund ist eine Vereinigung derer, denen die geistigen Energien der Menschheit das allein Wertvolle bedeuten. (2) Seine Mitglieder stehen in ständiger Feindschaft gegen die zu seelenlosem Formalismus erstarrte bürgerliche Tradition, die trotz der Revolution Kunst und Kunsturteil im einzelnen und in der Presse fast ausschließlich beherrscht. (3) Wir glauben an die Einheit alles Menschlichen, an die Kraft und Freiheit des Geistes; wir kämpfen für die Brüderlichkeit der Menschen; wir bekämpfen den Ungeist des Genießens des Materiellen in jeder Form als einer unmoralischen Vereinzelung, den Gewissenszwang und die Halbheit. (4) Wir erkennen in der Kunst das stärkste Mittel, die gefesselten Seelen der Menschen zu befreien und zu wahrhaft menschenwürdigem Dasein zusammenzuschließen. Wir vertreten keine Kunstrichtung, sondern jedes starke, junge Wollen, das diesem Ziel in rücksichtsloser Aktivität entgegengeht.“

Die Gruppe kooperierte mit der im Februar 1919 gegründeten Künstlervereinigung Das Junge Rheinland, deren Mitgliederkreis sich mit dem des Aktivistenbundes überschnitt. 
Zumindest einige ihrer Mitglieder sympathisierten mit der von Gustav Landauer inspirierten und im Zusammenhang mit den Düsseldorfer Anarcho-Syndikalisten entstehenden Siedlungsgemeinschaft Freie Erde im nahegelegenen Eller. 
Wohl spätestens 1923 hatte die Künstlergruppe ihre Tätigkeiten eingestellt.
Bleibende Hinterlassenschaft sind drei „Bücher des Aktivistenbundes“, Hefte mit expressionistischen Lithografien und Holzschnitten, die 1920 erschienen. Im „Buch eins“ veröffentlichte Otto Pankok ein Gedicht „An Rosa Luxemburg“, die im Januar 1919 in Berlin ermordet worden war.